# Villaines-sous-Malicorne
Villaines-sous-Malicorne là một xã trong tỉnh Sarthe ở tây bắc nước Pháp. Xã này có diện tích 19,5 km².